# Xã Mariposa, Quận Saunders, Nebraska
Xã Mariposa (tiếng Anh: Mariposa Township) là một xã thuộc quận Saunders, tiểu bang Nebraska, Hoa Kỳ. Năm 2010, dân số của xã này là 397 người.